# Dominique Barnaud
Pour les articles homonymes, voir Barnaud.
Dominique Marie Jean Barnaud, né à Rochefort (Charente-Maritime) le 19 novembre 1931 et mort le 1er août 2021 à  La Valette-du-Var, est un vice-amiral français.

## Biographie
Dominique Barnaud naît en 1931 à Antibes comme fils du contre-amiral Pierre Barnaud. Il entre à l'école navale en 1951 et devient enseigne de vaisseau de 1re classe le 1er octobre 1954. 

En tant que lieutenant de vaisseau, il prend le commandement du sous-marin Amazone le 18 mars 1964.
Il devient successivement capitaine de corvette, de frégate et de vaisseau, commandant l'escadrille des sous-marins de l'Atlantique et étant commandant du Vénus. Ensuite, il devient contre-amiral et finalement vice-amiral, inspecteur des armements nucléaires et de 1989 à 1993 également président des conseils de perfectionnement de l'École navale et de l'École militaire de la flotte.

## Distinctions
- Officier de la Légion d'honneur[Quand ?]

## Sources
- Fiche sur École Navale/Espace Tradition